# اجتماعية الطفل

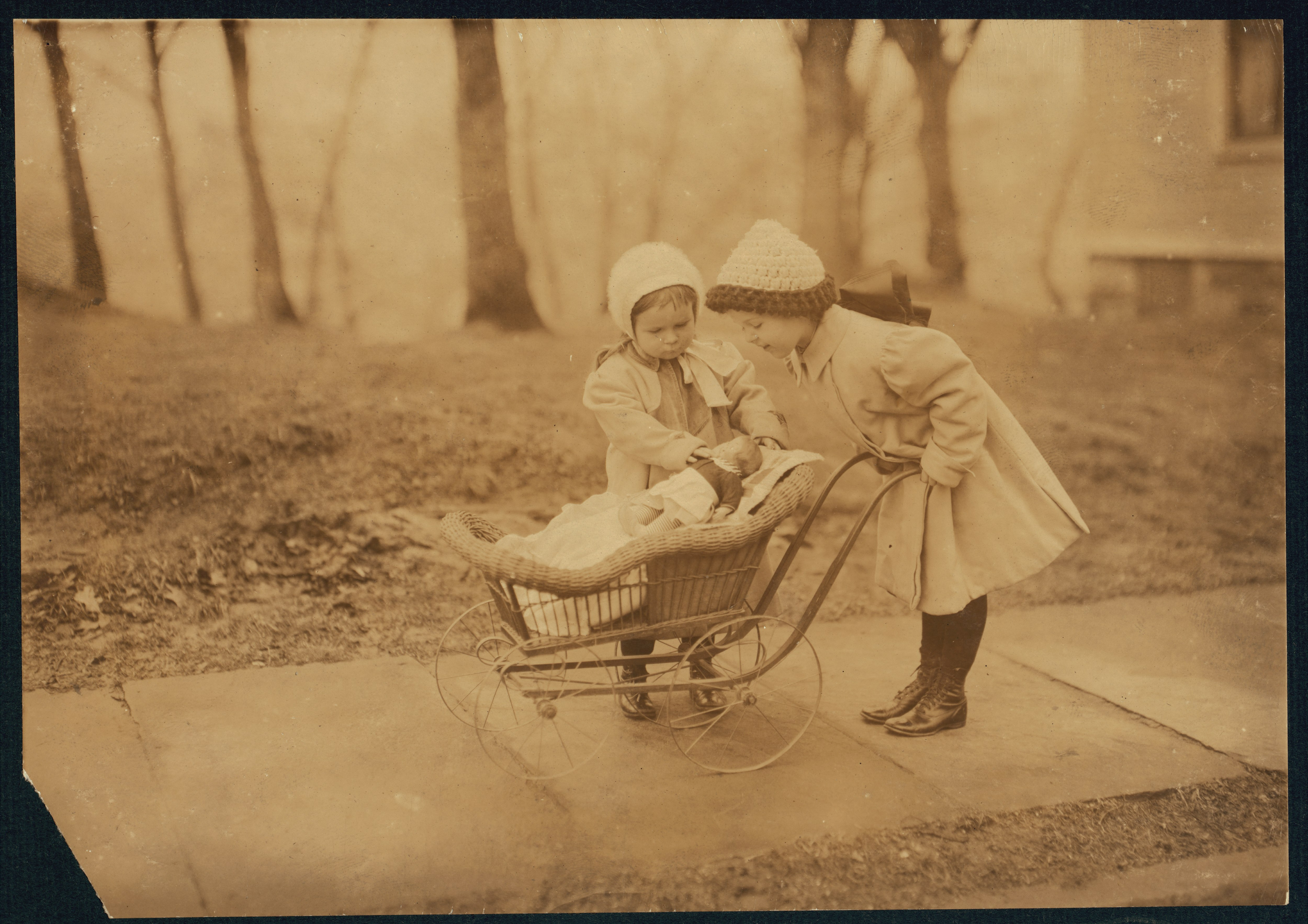

الطفل بطبيعته كائن اجتماعي يحتاج إلى الاندماج في جماعات تضمن له نجاح علاقات مع أقران يتقاربون في العمر الزمني تجمعهم اهتمامات وميول وأهداف مشتركة، فهذه الجماعة لها تأثير خاص على سلوكات الطفل وانضباطه الداخلي والخارجي داخل الغرفة الصفية، وفي بعض الاحيان لا يقل أثرها عن دور المؤسسات التربوية مثل المدرسة والأسرة بل قد يتجاوزها. تحتل جماعة الرفاق مكانة عالية في حياة الأطفال حيث ترجع أهميتها إلى أنها تعلم الطفل كيف يختار أصدقاء، وكيف يتفاعل معهم كوجود نوع من المساواة بينه وبين أقرانه في هذه الجماعة. وفيما يلي نلخص الدور الذي تلعبه جماعة الأقران وأثرها في عملية التنشئة الاجتماعية:
1-جماعة الرفاق تساهم في نمو شخصيتة الطفل، إذ توفر الجو الاجتماعي الذي يزوده بالأنماط والقيم السلوكية للجماعة.
2-جماعة الرفاق تكون جانباً مهما من الاتجاهات والأدوار والقيم الاجتماعية.
3-جماعة الرفاق تدفع الطفل إلى تعديل الكثير من القيم والمعايير والسلوكيات التي اكتسبها من اسرته نظرا لما تتطلبه هذه الجماعة.
4-جماعة الرفاق تمنح فرصة للطفل في التعامل مع أفراد متساويين ومتشابهين معه (كفريق كرة القدم) وبذلك يكون هناك أنماطاً من العلاقات والتعاملات المتساوية الأمر الذي لا تتيحه له الأسرة.
5-جماعة الرفاق تساعد الطفل في الوصول إلى مستويات الاستقلال الشخصي عن أفراد أسرته.
6-جماعة الرفاق تسمح للطفل بتعديل الانحراف في السلوك، وذلك عن طريق تأثير هذه الجماعة في أعضائها هو في الواقع أقوى من ثأثير أي فرد خارج الجماعة.
7-جماعة الرفاق تساعد في انتقال الطفل إلى مرحلة المدرسة، ففي المنزل تكون رعاية الآباء للأبناء متسلطة، وفي المدرسة يكون سلوكه مقيداً بواسطة المعلمين والمديرين، ولكن في جماعة الرفاق فإن كل طفل يستطيع أن يؤكد ذاته بطريقة ربما لا تكون متاحة في أي مكان آخر.
8-جماعة الرفاق تسمح للطفل القيام بأدوار اجتماعية جديدة مثل القيادة.
9-جماعة الرفاق تسمح للطفل بتكوين معايير اجتماعية جيدة وتنمية الحساسية والنقد نحو بعض المعايير.
10-تحقق جماعة الرفاق للطفل إشباعه للحاجات النفسية والاجتماعية كالحاجة إلى التقدير والحاجة إلى الاطمئنان والأمن النفسي وغيرها.
وبالرغم من أهمية الدور الذي تلعبه جماعة الرفاق في سلوك الأطفال الا أنها المكان الوحيد الذي قد يجد فيه الطفل نفسه، ويحقق فيه مطالبه، ويشبع رغباته دون التعرض لضغط السلطة الذي قد يلاقيه في أسرته ومدرسته. على أنه هناك سلبيات قد يواجهها الطفل في هذه الجماعة دون الوعي بها كانضمام الطفل إلى جماعة الرفاق دون التعرف على أهدافها ومجالاتها، وفي بعض الأحيان تتشكل مجموعة الرفاق من أطفال محبطين يكونون سببا في تدمير الطفل الذي ينضم إليهم، بممارستهم قضايا لا يقبلها المجتمع، خصوصاً في غياب الإشراف من الأسرة والمدرسة.
لذلك تستطيع الأسرة توجيه الطفل لتجنب سلبيات ومخطار جماعة الرفاق بالنصائح التالية:
1- تعويد الطفل على الصلاة مع رفاقه لاكسابه الخصال الحميدة التي تساعد الطفل على تهدئة النفس والالتزام بالدين.
2- لكل ثقافة طابعها الخاص الذي يميزها فدور الاهل هنا تعريف الطفل بأهم قواعد السلوك في المجتمع الامر الذي يجعل الطفل ملتزما بالعادات والتقاليد المقبولة مجتمعيا.
3- تكوين علاقة ثقة بين الطفل والاسرة حيث لا يتردد الطفل من إخبار والديه عما يدور معه من أحداث في جماعات رفاقه.
4- زيارة الوالدين للمدرسة أو الروضة بشكل دوري وسؤال المرشدات والمدرسات عن سلوك الطفل بشكل عام وعن سلوكه في جماعة رفاقه بشكل خاص والتعرف على أصدقاء طفلهم من شأنه يكون خلفية جيدة للأهل عن أصدقائه في المدرسة.
5- التعامل مع الطفل على أنه شخص كبير في عملية توجيهه والتحدث معه بواقعية وموضوعية وصدق من شأنه يكون الانضباط الداخلي عنده.
6- استخدام اسلوب الثواب والعقاب على سلوكيات الطفل واستحدام التعزيز السلبي والإيجابي.
7- إتاحة فرصة للطفل بتحمل المسئولية الاجتماعية.
8- تقديم نماذج سلوكية للطفل أمامه واغتنام الأهل الفرصة عند التعامل مع الاخرين بأدب لأنه ينمذج سلوكات والديه ويقلدها.
9- بهذه المرحلة يتخذ الطفل والديه كقدوة اجتماعية بغيابهم لذلك عليهم انتقاء كلماتهم أمامه والتصرف بمعايير المجتمع المقبولة.
بشكل عام يتحدد تأثير جماعة الرفاق في عملية التنشئة الاجتماعية للطفل من خلال تقارب الأدوار الاجتماعية، ووضوح المعايير السلوكية، ووجود اتجاهات وقيم عامة. يلتقي حولها الأطفال ويعملون على تحقيقها، وعلى إتباعها في سلوكهم وتصرفاتهم. ومن هنا يتضح مدى أهمية الدور الذي تلعبه جماعة الرفاق في عملية التنشئة الاجتماعية.